# Nico Rodenburg
Nico Rodenburg (Groningen, 1919 – 17 maart 1998) was president-directeur van Philips van 1976 tot 1981.
Rodenburg werd geboren in Groningen. Hij studeerde aan de Technische Hogeschool Delft. In 1942 trad hij in dienst van Philips. Hij werkte bij het Philips Natuurkundig Laboratorium (NatLab) en speelde een belangrijke rol bij de ontwikkeling van de eerste grote telefooncentrale in Nederland.
In 1972 trad Rodenburg toe tot de raad van bestuur en in 1975 werd hij vicepresident van het bedrijf. In 1977 volgde hij Henk van Riemsdijk op als president-directeur. Rodenburg was de eerste bestuursvoorzitter die geen familieband met de familie Philips had.
In 1980 werd een grootscheepse sanering doorgevoerd in de consumentenelektronica. Daarmee werd Rodenburg de eerste president-directeur die sneed in deze tak van Philips. Er werden veel kleine fabriekjes in heel Europa gesloten, dit tegen de wil van de vakbonden en overheden. Uiteindelijk werd de topman te zacht bevonden en kon hij de druk van de baan niet aan. Hij werd in 1981 opgevolgd door Wisse Dekker. Als commissaris bleef Rodenburg tot 1991 aan Philips verbonden. Hij overleed in maart 1998 op 79-jarige leeftijd.
Frederik Philips (1891-1899) · Gerard Philips (1891-1922) · Anton Philips (1922-1939) · Frans Otten (1939-1961) · Frits Philips (1961-1971) · Henk van Riemsdijk (1971-1977) · Nico Rodenburg (1977-1981) · Wisse Dekker (1982-1986) · Cor van der Klugt (1986-1990) · Jan Timmer (1990-1996) · Cor Boonstra (1996-2001) · Gerard Kleisterlee (2001-2011) · Frans van Houten (2011-2022) · Roy Jakobs (2022-heden)
- International Standard Name Identifier: 0000 0003 9339 1874
- Nederlandse Thesaurus van Auteursnamen: 073794511
- Virtual International Authority File: 287622067